# 岩手県道2号盛岡停車場線

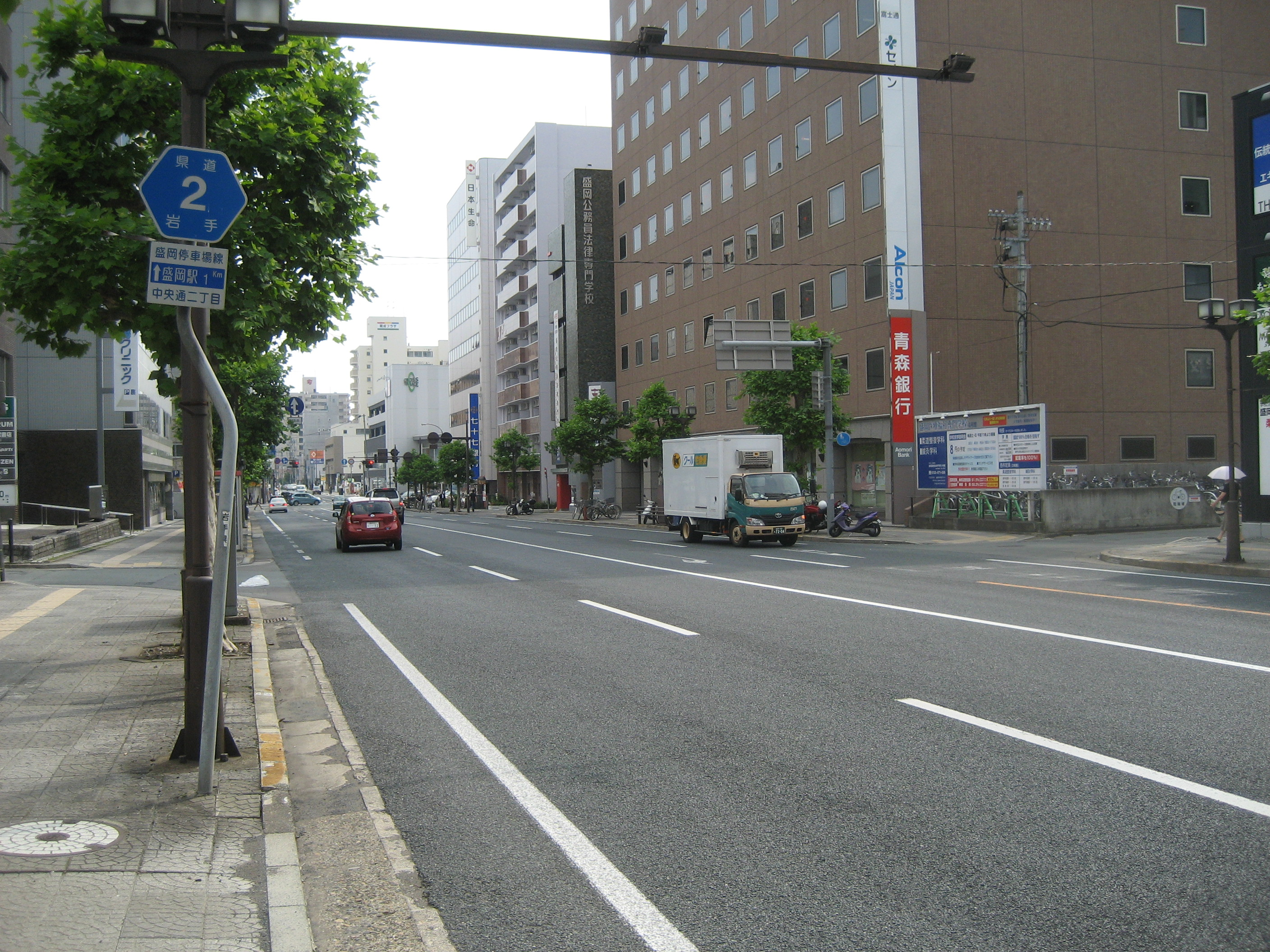
盛岡市中央通2丁目付近

岩手県道2号盛岡停車場線（いわてけんどう2ごう もりおかていしゃじょうせん）は、盛岡停車場（盛岡駅）から盛岡市中央通三丁目に至る岩手県の県道（主要地方道）である。

## 概要
盛岡駅前から盛岡市中央通三丁目の岩手県道1号盛岡横手線交点に至る。

### 路線データ
- 実延長：735.4 m[1]
- 起点：盛岡停車場[1]（JR東日本・IGRいわて銀河鉄道 盛岡駅）
- 終点：盛岡市中央通三丁目[1]（中央通2丁目交差点、岩手県道1号盛岡横手線・岩手県道132号上盛岡停車場線交点）

## 歴史
- 1953年（昭和28年） - 現在の開運橋が完成する[2]。
- 1954年（昭和29年）1月29日 - 旧建設省から主要地方道の指定を受ける[3]。
- 1954年（昭和29年）8月16日 - 現行道路法に基づき、改めて県道に認定される[4]。
- 1993年（平成5年）5月11日 - 建設省により改めて主要地方道の指定を受ける[5]。

## 路線状況
月 - 土7時半 - 9時までと17時 - 18時半までは開運橋東五差路 - 盛岡市役所前丁字路間の東行き（市役所方向）車線でバスレーン規制を実施している（以前は歩道寄り車線がバスレーンであることを示す赤でカラー鋪装されていたが、中央通りと共に排水性舗装に切り替え以後は通常の色にバスレーン標示を書くのみの方式に戻されている）。
さらに中央通2丁目（上盛岡駅口）交差点では、バスレーン実施時間帯に盛岡駅→市役所方向へ右折する場合のみ、路線バス・タクシーに限り歩道寄り（左）車線からも右折できる。
なお開運橋東五差路は菜園通りから当線への右折が終日禁止されている（盛岡駅方向への直進と不来方橋方向への左折のみ可）。さらに桜城小学校前五差路は菜園方面から旭橋方面（地図上では斜め左上）への車両横断が終日禁止されている。

### 道路施設
- 開運橋（北上川）

## 地理

### 通過する自治体
- 盛岡市

### 交差する道路
- 岩手県道1号盛岡横手線・岩手県道132号上盛岡停車場線（中央通2丁目交差点・盛岡市中央通三丁目）